# Rabigato
Rabigato ist eine autochthone Weißweinsorte in Portugal. Dort wurde ihr Anbau bereits im Jahr 1771 schriftlich erwähnt. Gemäß dem Ampelographen Duarte d’Oliveira hat der Name keine weitere Bedeutung. Es könne sich jedoch um die Verballhornung des Begriffs Rabo de gato handeln, also übersetzt „Katzenschwanz“.

## Verbreitung
Ihre Hauptverbreitung hat die Sorte in der Region von Trás-os-Montes. Die weltweite Anbaufläche beträgt 2010 1272 ha.

## Eigenschaften, Wein
Die mittelspätreifende Sorte liefert feine Weißweine mit einem schönen Muskataroma. Wenn die Rebflächen in Hanglagen stehen, erbringt sie einen alkoholreichen Wein.

## Synonyme
Alva, Baldoeira, Baldsena, Boal, Camarate, Carrega Besta, Donzellindo Branco, Donzellinho Branco, Estreito, Estreito Macios, Estuito, Maria Gomes, Medoc, Muscatel Brava, Muscatel Bravo, Nozedo, Pastora, Rabigato Respigueiro, Rabisgatos, Rabo D'Ovelha, Rabo de Asno, Rabo de Carneiro, Rabo de Gato, Rabo de Ovelha, Rabo do Ovelha, Rasbigato, Ribagatos, Rodrigo Affonso, Rodrigo Alfonso, Roupeiro
Trotz ähnlicher Synonyme ist eine Verwandtschaft mit der Rebsorte Rabo de Ovelha nicht gegeben.